# یانگویتسه
یانگویتسه (به لاتین: Janiewice) یک روستا در لهستان است که در گمینا سواونو (استان پومرانی غربی) واقع شده‌است. یانگویتسه ۵۲۹ نفر جمعیت دارد.